# واکنش زنجیره‌ای پلیمراز نامتقارن
واکنش زنجیره‌ای پلیمراز نامتقارن (به انگلیسی: Asymmetric PCR) نوعی واکنش زنجیره‌ای پلیمراز است که با استفاده از غلظت نابرابر پرایمر یکی از رشته‌های مولکول DNA هدف به میزان بیشتری تکثیر می‌شود. این روش در بعضی از انواع توالی‌یابی‌ها و هیبریداسیون که در آن داشتن تنها یکی از دو رشته مکمل مورد نیاز است، کاربرد دارد.